# 斯蒂爾克里克 (阿拉斯加州)
斯蒂爾克里克（英語：Steele Creek）是位於美國阿拉斯加州費爾班克斯-北極星自治市鎮的一個非建制地區和人口普查指定地區。根據2010年美國人口普查，該地人口為6662人，而該地的面積約為240.46平方千米。

## 地理
斯蒂爾克里克的座標為64°55′40″N 147°24′00″W / 64.92778°N 147.40000°W，而該地的平均海拔高度為154米（即500英尺）。